# Ladies' Home Journal

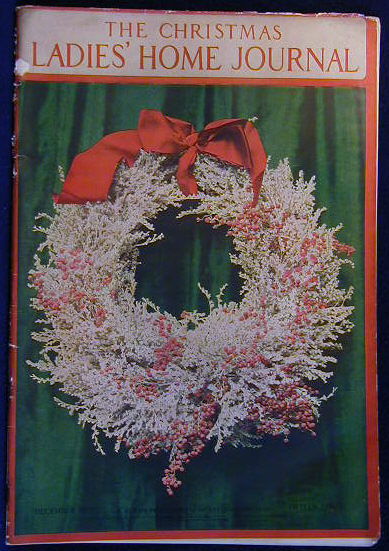
Obálka vánočního vydání Ladies' Home Journal z roku 1906

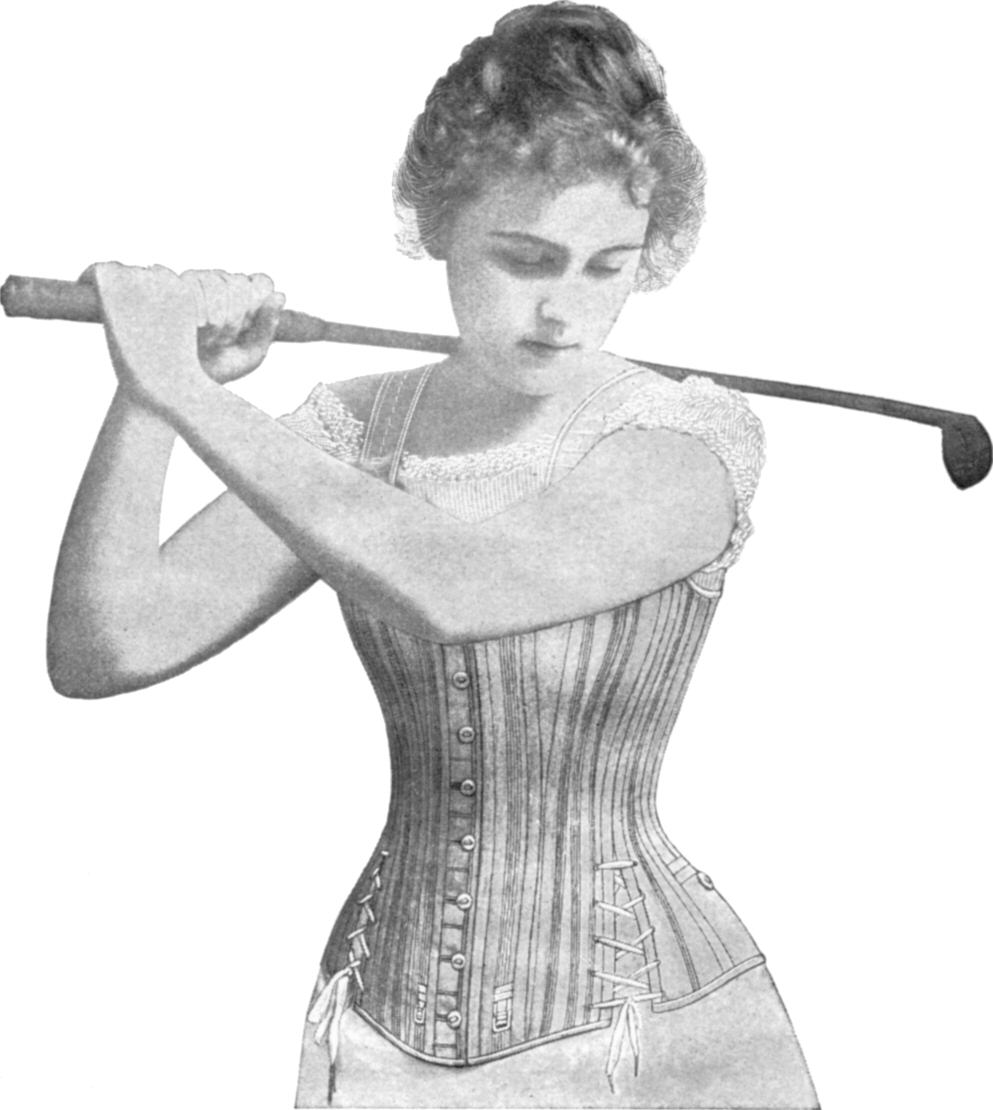
Ilustrace

Ladies' Home Journal byl americký časopis, který byl poprvé vydán 16. února 1883 a nakonec se stal jedním z předních časopisů žen 20. století ve Spojených státech amerických. Naposledy jej vydávala společnost Meredith Corporation.
Byl jedním z časopisů zvaných Seven Sisters určených pro ženy.

## Zajímavosti
Příležitostné články na módní témata pro Ladies Home Journal a Harper's Bazaar psala fotografka Zaida Ben-Yusufová. Ta byla tímto časopisem v roce 1901 zařazena mezi šest fotografek, který ji označil jako „přední fotografky v Americe“.

## Editoři
- Louisa Knapp Curtis (1883-1890)
- Edward William Bok (1890-1919)
- H. O. Davis (1919-1920)
- Barton W. Currie (1920-1928)
- Loring A. Schuler (1928-1935)
- Bruce Gould and Beatrice Gould (1935-1962)
- Curtiss Anderson (1962-1964)
- Davis Thomas (1964-1965)
- John Mack Carter (1965-1973)
- Lenore Hershey (1973-1981)
- Myrna Blyth (1981-2002)
- Diane Salvatore (2002-2008)
- Sally Lee (2008-dodnes)

## Přispěvatelé
- Cynthia May Alden
- Joan Younger Dickinson
- Helen Reimensnyder Martin
- Olivia Mackenzie Zecy
- Kathryn Casey
- Mary Bass

## Obsazení redakce
- Sally Lee, Editor-in-Chief
- Kate Lawler, Executive Editor
- Jeffrey Saks, Creative Director
- Margot Gilman, Deputy Editor
- Julia Kagan, Health Director
- Lorraine Glennon, Senior Editor
- Louise Sloan, Senior Editor
- Sue Owen Erneta, Fashion Editor
- Tara Bench, Food and Entertaining Editor
- Kieran DiTullio, Home Editor
- Erica Metzger, Senior Beauty Editor
- Catherine LeFebvre, Senior Online Editor
- Marissa Gold, Online Editor